# Anchinoé
Anchinoé, Achiroe ou Anchirrhoë (en grec ancien : Ἀγχινόη, Ἀχιρόη ou Ἀγχιρρόη), est une naïade de la mythologie grecque, fille du dieu-fleuve Nil, épouse de Bélos, mère d'Égyptos, de Danaos, de Céphée et de Phinée.